# Gary Ilman
Gary Steven Ilman (Glendale, 13 agosto 1943 – 16 agosto 2014) è stato un nuotatore statunitense.

## Palmarès
Olimpiadi
- 2 medaglie:
  - 2 ori (staffetta 4x100 metri stile libero a Tokyo 1964, staffetta 4x200 metri stile libero a Tokyo 1964).

Giochi panamericani
- 1 medaglia:
  - 1 oro (staffetta 4x200 metri stile libero a San Paolo 1963).

Universiadi
- 3 medaglie:
  - 2 ori (staffetta 4x100 metri stile libero a Budapest 1965, staffetta 4x200 metri stile libero a Budapest 1965)
  - 1 bronzo (100 metri stile libero a Budapest 1965).